# 야우자강
야우자강(러시아어: Я́уза)은 러시아 모스크바와 미티시에 있는 강으로, 러시아 수도의 모스크바강의 왼쪽이자 가장 큰 지류이다. 모스크바 북동쪽에 있는 로시니 오스트로프 국립공원에서 발원하여 미티시를 지나 메드베드코보 지구에서 모스크바로 흘러들어 도시를 불규칙하고 구불구불하게 일반적으로 남북 방향으로 흐른다. 야우자강은 현재 코텔니체스카야 제방 타워로 표시되는 타간스키 언덕 바로 서쪽의 타간스키 지구에서 모스크바강과 합류한다. 북쪽의 모스크바 순환도로에서 소콜니키 공원 서쪽의 모스크바-야로슬라블 철도까지 야우자강의 계곡은 자연 보호 구역으로 보호받고 있다.
야우자강은 1156년부터 러시아 연대기에 언급되었다. 정확한 이름의 유래는 알려져 있지 않다. 모스크바는 16세기 초에 이전의 자연적인 동쪽 경계(야우자강으로 표시됨)를 넘어섰다. 정원 반지 내 야우자강의 강변은 17세기 중반까지 인구 밀도가 높았다. 상류 계곡에는 로마노프가의 교외 거주지가 있었는데, 미하일부터 예카테리나 2세까지 이어졌다. 야우자강을 따라 있는 정착촌들(독일인 지구, 레포르토보, 프레오브라젠스코예)은 17세기와 18세기 러시아 역사에서 중요한 역할을 했다.
19세기와 20세기의 산업화는 야우자강을 "모스크바의 가장 큰 폐수 도랑"으로 만들었다. 2000년대에는 오래된 공장들이 문을 닫거나 용도를 변경하고 시 정부의 정화 노력으로 생태가 개선되었다. 2007년 야우자강의 수질은 "더러움"에서 "오염됨"으로 재분류되었지만, 2008년에는 추세가 역전되어 야우자강의 오염도가 2006년 수준을 초과했다. 2008년 현재 모스크바 시 경계를 통과하는 야우자강의 물은 "오염됨"으로 평가되며, 하구에서는 "매우 더러움" 수준에 이른다. 중앙 행정 구역의 처리되지 않은 지표면 유출이 오염의 주요 원인으로 남아있다.

## 지질학
야우자강은 아마도 가장 오래된 유럽 강 중 하나일 것이다. 원시 야우자강은 페름기-트라이아스기에 처음 나타났으며, 당시에는 현재의 강바닥 동쪽으로 흘러 오늘날의 이즈마일로보 협곡을 따라 흘렀다. 쥐라기와 백악기 동안 주기적으로 수면 아래로 잠긴 후, 이 지역은 마침내 제3기에 육지가 되었다. 작은 고도 변화로 인해 야우자강은 현재의 경로로 변경되었으며, 이전 강바닥은 현재의 세레브랸카강이 차지하게 되었는데, 이 강은 야우자강 유역의 일부를 형성하며 원래의 야우자강과는 반대 방향인 서쪽으로 흐른다.

## 지리
야우자강은 길이가 48 킬로미터 (30 mi)이고, 유역 면적은 452 제곱킬로미터 (175 mi2)이다. 이 강은 세 부분으로 구성된다.
| 상류 야우자강은 로시니 오스트로프 국립공원의 늪지대에서 발원한다(북위 55° 52′ 40″ 동경 37° 53′ 19″ / 북위 55.87778° 동경 37.88861° ). 강 주변의 호수(북위 55° 52′ 38″ 동경 37° 50′ 24″ / 북위 55.87722° 동경 37.84000° )는 20세기에 버려진 이탄 채굴 장소에 형성되었다. 1995년 연구에서는 상류 야우자강 유역에서 12개의 비버 군락을 확인했으며, 상당 부분이 전형적인 "비버 풍경"이 되었다. | 강은 미티시 시로 들어선 후, 일련의 좁은 계곡을 통해 모스크바 깊숙이 있는 소콜니키 공원으로 흐른다.(북위 55° 49′ 24″ 동경 37° 40′ 19″ / 북위 55.82333° 동경 37.67194° ) 특별 보호 자연 구역으로 지정된 야우자 계곡은 시 당국에 의해 공원으로 관리된다. | 소콜니키를 지나 야우자강은 심하게 산업화된 지역으로 들어선다. 글레보프스키 다리(북위 55° 48′ 22″ 동경 37° 42′ 7″ / 북위 55.80611° 동경 37.70194° ) 아래에서는 양쪽에 통행량이 많은 인공 수로와 화강암 제방으로 형성된 수로로 흐른다. |

야우자강은 많은 지류로부터 물을 모으는데, 대부분은 지하 하수도에 갇혀 있다(예: 라치카, 리벤카 및 하필로프카). 적어도 부분적으로라도 지표면에 남아있는 몇몇 지류는 (북쪽에서 남쪽으로):
| 서쪽 (오른쪽 강둑) 지류 | 동쪽 (왼쪽 강둑) 지류 |
| --- | --- |
| - 수크롬카 (북위 55° 53′ 49″ 동경 37° 41′ 15″ / 북위 55.89694° 동경 37.68750° ) - 체르미얀카 (12 km, 북위 55° 51′ 41″ 동경 37° 38′ 6″ / 북위 55.86139° 동경 37.63500° ) - 리호보르카 (16 km, 북위 55° 50′ 38″ 동경 37° 37′ 45″ / 북위 55.84389° 동경 37.62917° ) - 카멘카 (7 km, 북위 55° 50′ 26″ 동경 37° 37′ 56″ / 북위 55.84056° 동경 37.63222° ) - 소콜니키 공원의 푸티야예프 및 올레니 개울 | - 이치카 (12 km, 북위 55° 53′ 14″ 동경 37° 40′ 55″ / 북위 55.88722° 동경 37.68194° ) - 부다이카 (4.4 km, 북위 55° 49′ 34″ 동경 37° 40′ 3″ / 북위 55.82611° 동경 37.66750° ) - 하필로프카 (모두 하수도에 갇힘, 북위 55° 47′ 10″ 동경 37° 41′ 56″ / 북위 55.78611° 동경 37.69889° )와 지류인 세레브랸카 (12 km) 및 소센카 (9 km)가 이즈마일롭스키 공원을 통해 자연적으로 흐른다. 이곳은 야우자강 유역에서 가장 큰 하위 시스템으로, 자체적으로 75평방 킬로미터의 유역을 가지고 있다. |

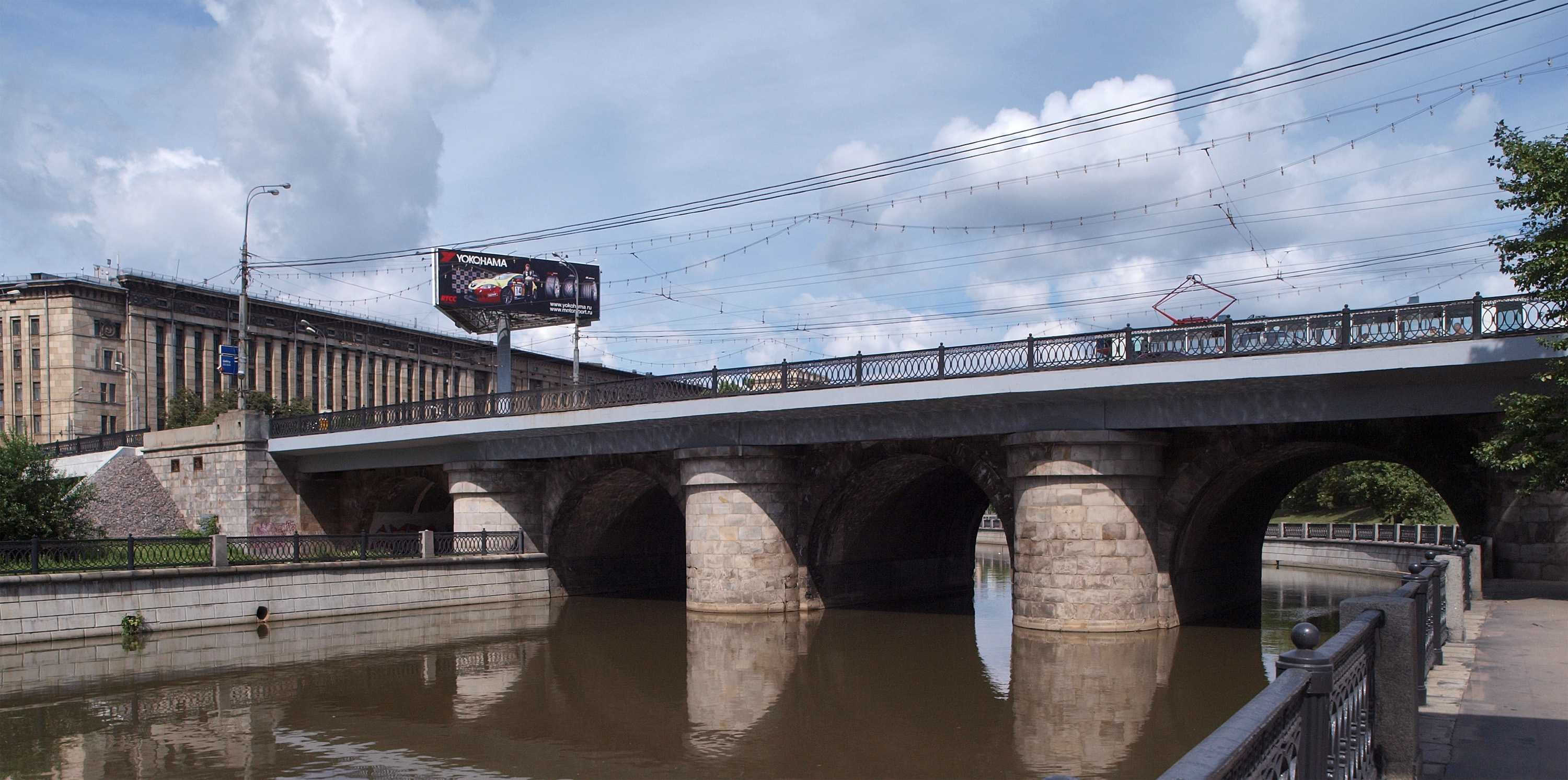
모스크바에서 가장 오래된 다리 중 하나인 레포르토프스키 다리는 1777년에 건설되었다.

야우자강의 흐름은 (특히 겨울에는) 조절되며 모스크바 운하를 통해 도시로 유입되는 볼가강의 물로 보강된다. 매년 8천만 입방미터의 볼가강 물이 모스크바 북서부의 힘키 저수지에서 공급되어 지하 파이프와 개방 수로를 통해 골로빈스키 연못과 리호보르카강(야우자강의 지류)으로 흘러 들어간다. 하류 야우자강의 수위는 모스크바강의 페레르바 댐(북위 55° 40′ 21″ 동경 37° 42′ 51″ / 북위 55.67250°  동경 37.71417° )과 쿠르스키 철도역 동쪽 야우자강 자체의 수문(북위 55° 45′ 23″ 동경 37° 40′ 16″ / 북위 55.75639°  동경 37.67111° )에 의해 조절된다. 야우자강 유역 도심 지역의 수위 상승은 장기적인 홍수와 로시니 오스트로프 깊숙한 곳의 나무 고사를 초래했다.
모스크바 시 내에서 야우자강은 21개의 도로 교량, 5개의 철도 교량, 1개의 전용 노면전차 교량, 2개의 모스크바 지하철 교량, 수많은 보행자 교량 및 역사적인 로스토키노 수로교로 연결되어 있다. 오래된 교량 아래 낮은 여유고로 인한 봄철 홍수는 흔한 일이었는데, 1950년대에만 4차례(1951, 1952, 1955, 1957) 발생했다. 이들 교량이 현대적인 기준으로 재건축되면서 홍수는 사실상 사라졌다. 야우자강에서 가장 최근의 돌발홍수는 기록적인 강우량 이후인 2003년 8월 14일에 발생했다. 야우자강과 그 계곡은 모스크바 서부 및 남부 지역에서 흔히 발생하는 산사태와 침식에 특별히 취약하지는 않다. 2008년 야우자강에서는 두 차례의 경미한 산사태가 발생했으며, 이는 체르타노프카강의 40차례와 고로드냐강의 33차례와 비교된다.
비록 프레오브라젠스카야 광장까지(북위 55° 47′ 42″ 동경 37° 42′ 14″ / 북위 55.79500°  동경 37.70389° ) 소형 모터 보트 접근은 가능하지만, 상업용 또는 레크리에이션용 선박 운항은 없다.

## 역사

### 선사 시대부터 동란 시대까지

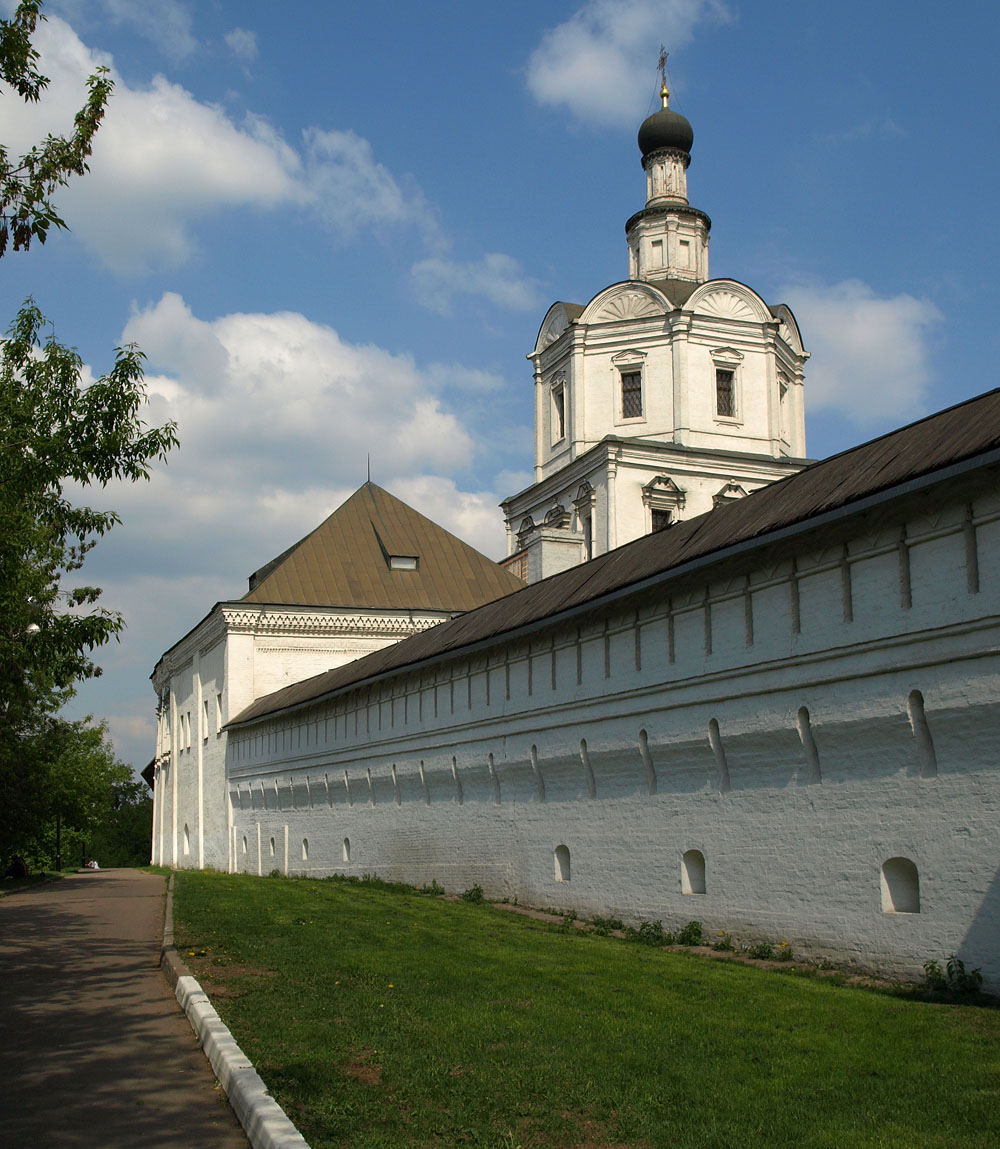
모스크바를 둘러싼 중세 방어선 중 일부인 야우자강의 요새화된 성 안드로니크 수도원

러시아 연대기에서 야우자강(Auza)에 대한 첫 언급은 모스크바의 건립과 직접적으로 관련되어 있다. 연대기에 따르면, 1156년 유리 돌고루키는 스테판 쿠치카가 소유하고 1147년부터 다른 연대기를 통해 알려진 부지에 "야우자강 상류 네글린나야강 하구에 모스크바를 건립했다"고 한다. 야우자 또는 아우자에 대한 일반적으로 받아들여지는 어원학은 없다. 현대 라트비아에도 유사한 지명(Auzas, Auzes, Auzi)이 존재한다. 야우자강의 발트족 기원은 일반적으로 받아들여지고 있지만 입증되지는 않았다.
중세 모스크바는 크렘린에서 주로 북동쪽, 야우자강 방향으로 성장했다. 야우자강의 성 안드로니크 수도원(1357년 설립)은 포크롭스키 수도원 및 노보스파스키 수도원과 함께 동쪽 방어선을 형성했다. 야우자강은 16세기까지 모스크바에서 블라디미르까지 상업 수로로 사용되었다. 야우자강 상류에 도달한 배들은 육로로 클랴즈마강까지 끌려갔다.
1494년 화재 이후, 이반 3세는 보론초보(북위 55° 45′ 7″ 동경 37° 39′ 5″ / 북위 55.75194°  동경 37.65139° )의 야우자강 서쪽 기슭에 자신의 시골 거주지를 세웠다. 같은 시기에 화재 위험으로 간주된 도예가, 대장장이 및 기타 장인들은 모스크바 본토에서 야우자강 반대편 동쪽 기슭(현재의 타간카 광장 지역)으로 쫓겨났고, 이로써 강의 산업화가 시작되었다.

### 17세기와 18세기

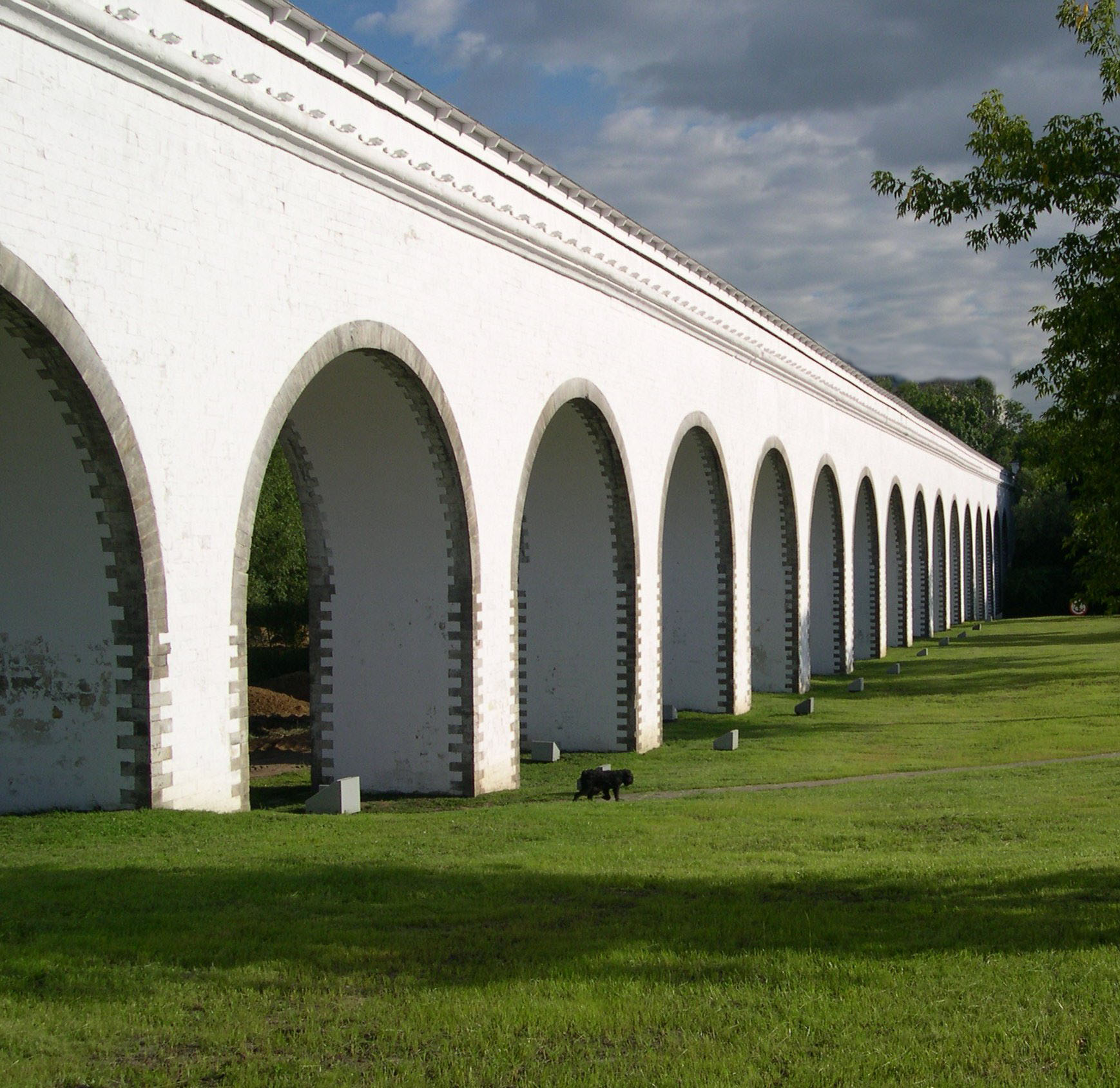
로스토키노 수로교는 알렉세이 차르의 옛 시골 거주지인 알렉세옙스코예 북쪽에서 야우자강을 가로지른다.

금속세공인 길드의 슬로보다(정착촌)가 확장되었고, 17세기에는 타간카가 모스크바에서 가장 인구 밀도가 높고 외딴 지역이 되었다. 하류 야우자강은 증가하는 인구를 위해 수많은 물레방아와 공중 목욕탕으로 사용되었다.
야우자강의 교외 계곡 또한 초기 로마노프가 통치하에 번성했다. 러시아의 미하일 황제(재위 1613-1645)는 룹초보(북위 55° 46′ 56″ 동경 37° 41′ 42″ / 북위 55.78222°  동경 37.69500° )에 자신의 시골 궁전을 세웠고, 그의 옛 경쟁자 드미트리 포자르스키 공작(1577-1642)은 야우자강의 메드베드코보(북위 55° 51′ 55″ 동경 37° 38′ 17″ / 북위 55.86528°  동경 37.63806° )에 더 멀리 떨어져 살았다. 알렉세이 미하일로비치 1세(재위 1645-1676)는 야우자강의 프레오브라젠스코예와 알렉세옙스코예(북위 55° 49′ 5″ 동경 37° 38′ 40″ / 북위 55.81806°  동경 37.64444° )에 일련의 시골 거주지를 세웠고, 세레브랸카 지류에는 이즈마일로보 영지를 세웠다. 1653년 알렉세이 미하일로비치 1세는 정교회 성직자의 압력에 굴복하여 가톨릭 신자와 개신교도를 모스크바에서 추방했다. 그들은 코쿠이강과 체초라강 주변의 늪지대로 도시와 고립된 야우자강 동쪽 기슭의 독일인 지구에 재정착했다.
표트르 1세 황제(재위 1682-1725)는 프레오브라젠스코예에 자신의 본부를 설치했으며, 독일인 지구에 자주 방문했다. 그는 아버지의 궁전들을 등한시하고, 대신 군사(1687년 설립된 프레오브라젠스키 근위 연대)에 집중하고 강 양쪽 기슭에 퍼져나가는 산업을 지원했다. 바르톨로메오 라스트렐리는 1731년 레포르토보에 안나 황후를 위한 여름 거주지인 안넨호프를 건립했다. 안넨호프는 1746년에 불에 탔고 결국 자코모 콰렝기가 설계한 예카테리나 궁전(북위 55° 45′ 42″ 동경 37° 41′ 44″ / 북위 55.76167°  동경 37.69556° )으로 대체되었다. 이 궁전은 현재 군사 학교로 사용되고 있으며, 옛 궁전 정원은 공원이 되었다. 엘리자베타 페트로브나는 1735년부터 1743년까지 룹초보, 즉 미하일의 옛 거주지(북위 55° 46′ 56″ 동경 37° 41′ 42″ / 북위 55.78222°  동경 37.69500° )에 자신의 시골 궁전을 지었다.
박해받던 종교적 소수 집단인 고의식파는 1770년대부터 야우자강 동쪽의 두 고립된 공동체(로고시스코예 묘지와 프레오브라젠스코예 묘지)에서 자신들의 신념을 실천할 수 있도록 허용되었다. 공식 정교회와 성찬하는 고의식파의 온건한 분파인 에디노베리에는 레포르토보(북위 55° 45′ 27″ 동경 37° 40′ 49″ / 북위 55.75750°  동경 37.68028° )의 야우자강 높은 동쪽 기슭에 큰 교회 단지를 지었다.
1779년 예카테리나 2세는 모스크바 최초의 수도 공급망 건설을 승인했다. 상류 야우자강 유역의 지하 대수층에서 나오는 물은 지하 파이프, 지표면 운하, 그리고 로스토키노에서 야우자 계곡을 가로지르는 수로교를 통해 모스크바 시내로 흘러 들어갔다. 수많은 지연과 난관 끝에 이 시스템은 1804년에 가동되어 20세기까지 운영되었다. 미티시시는 계속해서 야우자강 대수층을 사용하고 있다.

### 산업화

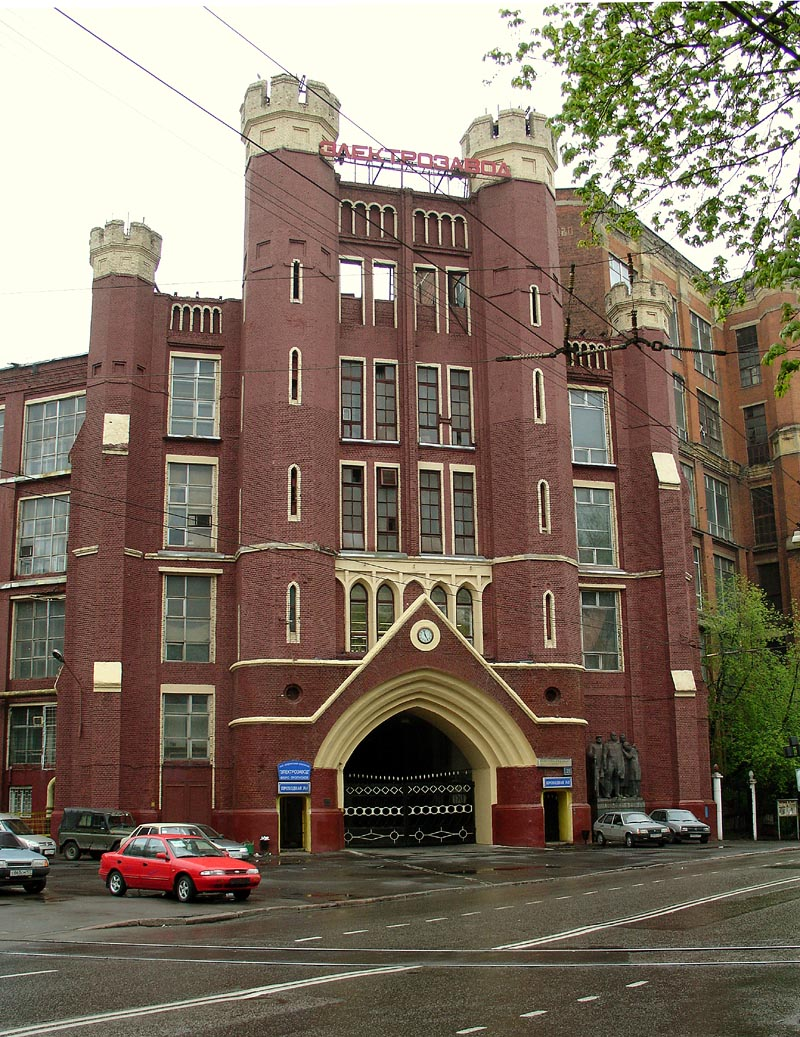
프레오브라젠스코예의 야우자강변에 위치한 네오고딕 양식의 공장 건물. 제1차 세계 대전 중 리가에서 독일 공세가 예상되어 대피시킨 장비를 수용하기 위해 건설이 시작되었다.

표트르 1세가 야우자강에 설립한 국영 공장들은 사영 공장들의 씨앗이 되었다. 18세기 말에는 레포르토보와 옛 독일인 지구(당시에는 서유럽의 영향이 거의 없었다)에 중요한 산업 단지가 형성되었다. 1846년, 이 공장들의 오염으로 인해 모스크바 시장 알렉세이 셰르바토프는 야우자강변을 조사하고 위반자들에게 행정 조치를 취하도록 촉구했다.
정원 반지 외곽의 야우자강 산업화는 철도 시대의 도래와 함께 증가했다. 반지 내에서는 야우자강변만이 심하게 산업화된 지역이었다. 19세기 3분기에는 야우자강 북쪽에 3개의 철도역이 모이는 주요 허브가 생겨났다. 조밀한 철도망은 모스크바의 동쪽 경계(바스마니 지구, 레포르토보, 로고시스코예 및 소콜니키)를 "가장 빠르게 성장하고 가장 다양한 지역으로, 수십 개의 섬유 및 의류 공장뿐만 아니라 기계 기업과 모스크바의 유일한 제철소"로 확립하는 데 기여했다.
크라스노셀스키 지구의 철도 인프라, 꾸준한 시 재정 수입원이었지만, 야우자강의 수많은 지류에서 발생하는 정기적인 홍수로 위협받았다. 이러한 위험과 개발을 위한 토지 확보 노력으로 인해 야우자강 유역에 첫 번째 현대적인 홍수 조절 조치가 이루어졌다. 체초라강으로 야우자강과 연결된 붉은 연못(북위 55° 45′ 37″ 동경 37° 40′ 36″ / 북위 55.76028°  동경 37.67667° )은 1900-1911년에 배수되어 시립 철도 야적장으로 전환되었다. 같은 기간 동안 체초라강은 지하 하수도로 전환되었고 야우자강에는 새로운 다리가 건설되었다.
야우자강을 따라 고등 교육은 1830년에 설립된 제국 기술 대학(현재 모스크바 국립 기술 대학교로 알려짐)으로 거슬러 올라간다. 현재 MSTU 주변의 대학 공동체에는 모스크바 전력 공학 연구소, 모스크바 통신 및 정보 기술 대학, 레포르토보의 군사 대학, 모스크바 국립 측지 및 지도 제작 대학, 국립 토지 이용 계획 대학, 모스크바 국립 교육 대학교 및 바스마니 지구의 다른 대학들이 포함된다.

### 20세기

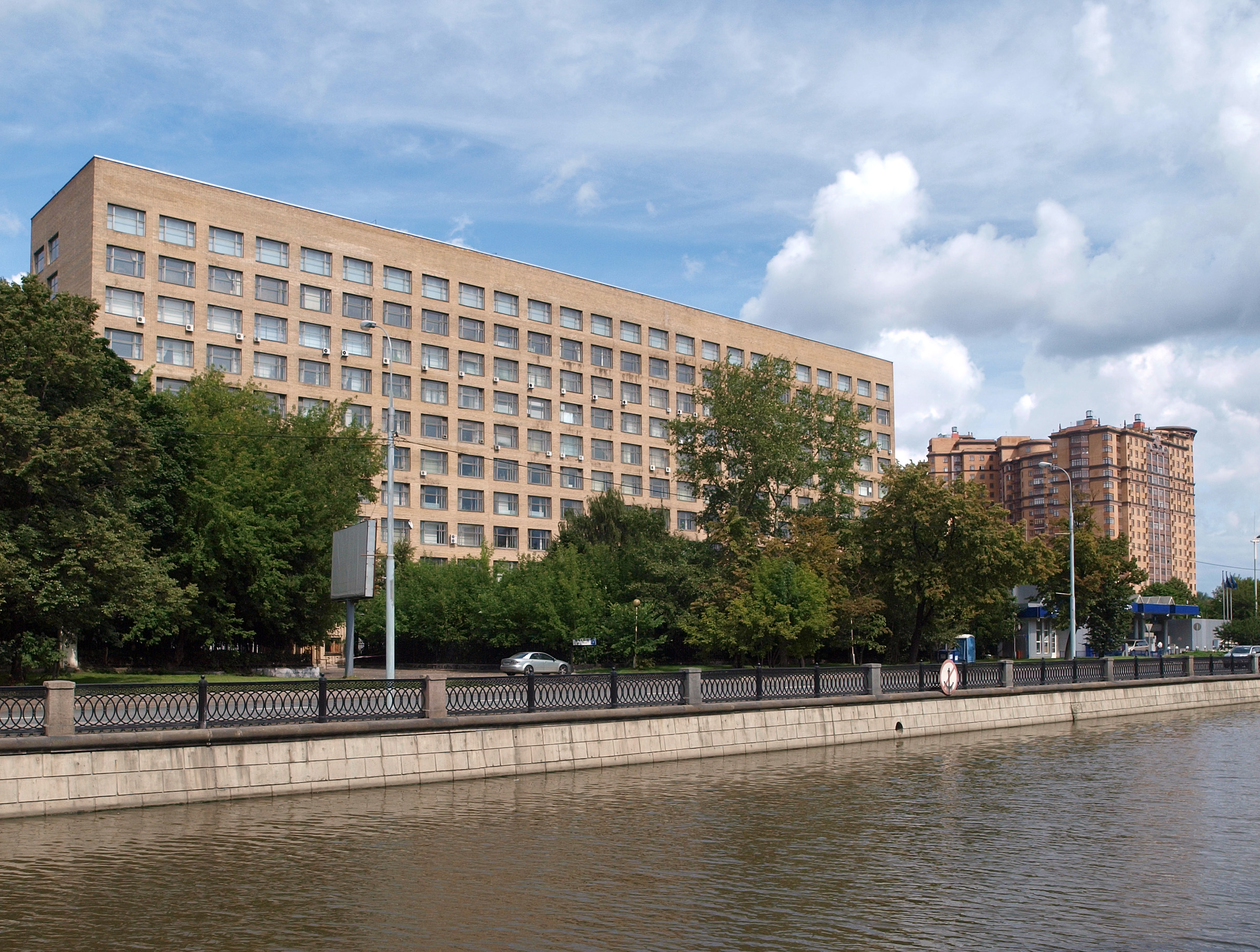
투폴레프 본부, 바스마니 지구

1918년 옛 독일인 지구에 설립된 중앙유체역학연구소(TsAGI)(북위 55° 45′ 50″ 동경 37° 40′ 36″ / 북위 55.76389°  동경 37.67667° )는 모스크바의 두 항공 산업 단지 중 하나의 씨앗이 되었다. 항공기 엔진 공장(현 NPO 살류트)은 1926년 반대편 강변에 설립되었다. 안드레이 투폴레프의 설계 회사는 1936년 TsAGI에서 야우자강변의 자체 부지(북위 55° 45′ 37″ 동경 37° 40′ 36″ / 북위 55.76028°  동경 37.67667° )로 이전했다. 1945년까지 투폴레프 직원은 5,226명에 달했다. 전후 시기에는 소콜니키에 밀 모스크바 헬리콥터 공장과 바부시킨스키 지구에 률카 로켓 설계국(현 NPO 사투른)이 추가되었다.
이오시프 스탈린의 1935년 모스크바 재건 계획은 모스크바 북부에 항해 가능한 수로의 내부 순환 고리를 만드는 것을 요구했다. 힘키 저수지와 야우자강을 연결하는 제안된 북부 운하(러시아어: Северный судоходный канал)는 후자를 스비블로보까지 항해 가능하게 만들었을 것이고, 스비블로보 북쪽 야우자강 계곡은 넓은 저수지로 범람했을 것이다. 4세트의 수문 시스템은 수위를 점차적으로 낮출 것이며, 강 자체는 화강암 제방과 넓은 강변 고속도로를 갖춘 항해 가능한 운하로 깊어지고 넓혀질 예정이었다. 야우자강의 추가 산업화는 금지되었고, 모스크바강과 야우자강의 제방은 고급 공공 및 주거 건물 건설을 위한 용도지역으로 지정되었다.
원래 1939년에 완공될 예정이었던 북부 운하는 결코 건설되지 않았다. 대신, 힘키 저수지와 리호보르카강(야우자강의 오른쪽 지류)을 연결하는 저비용 송수관을 통해 야우자강의 수위가 보강되었다. 게오르기 골츠가 설계한 단일 수문(네 개 대신)은 1940년에 건설되었다. 강은 계획대로 넓혀지고 제방이 건설되었지만, 더딘 속도로 진행되었다.
1935년에 수립된 사회 및 용도지역 정책은 곧 폐기되었다. 야우자강 유역의 산업화는 소련 시대 내내, 특히 공원 및 산림 보호구역에 의해 방해받지 않는 "혐오스러운 남동부 사분면"에서 무제한으로 계속되었다. 야우자강 바로 동쪽과 남동쪽 지역은 "도시에서 가장 심각한 녹과 굴뚝 벨트"가 되었다. "최초의 5개년 계획의 문제아"는 1990년대 초 경제 붕괴까지 계속 성장했으며, 강 자체는 "82개 제조 공장의 원료 폐기물로 악취 나는 죽"이 되었다.
1990년대에는 야우자강을 따라 위치한 제조업이 쇠퇴했으며, 2009년까지 많은 옛 산업 단지가 사무실과 주거지로 전환되거나 재건되었다.

## 생태

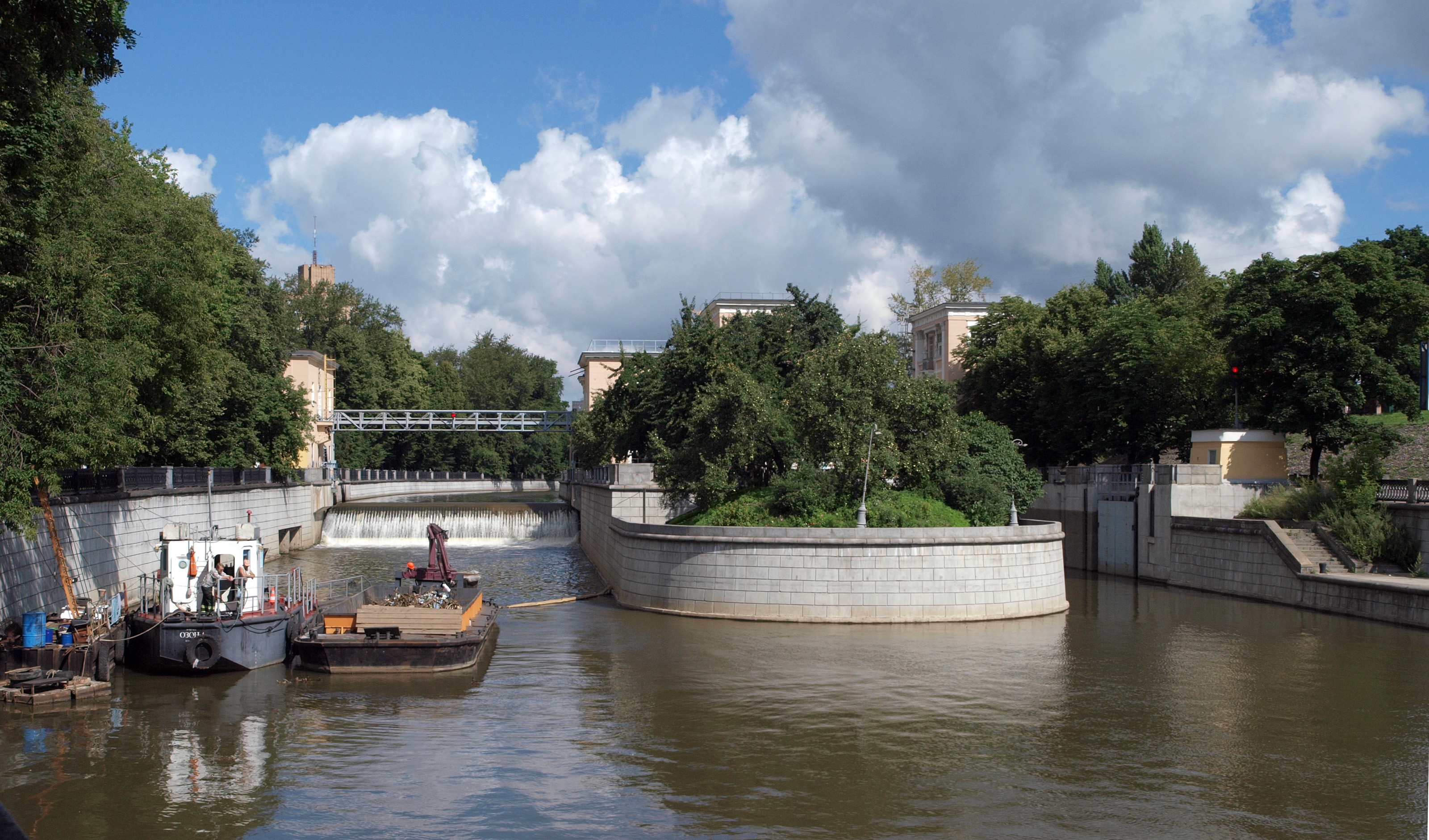
야우자강은 하구에서 3킬로미터 떨어진 곳, 옛 독일인 지구 남쪽의 수문 근처에서 최대 폭 65미터에 이른다. 바지선은 강에서 준설된 쓰레기로 채워져 있다. 수면에 보이는 팽창식 방벽은 떠다니는 부유물을 가두어 왼쪽의 준설선으로 보낸다.

소련 시대의 산업화는 야우자강 유역을 오염시켜 "1971년에는 기름에 절은 야우자강 지류가 불에 타기도" 했으며, 야우자강 자체는 "습관적으로만 강이라고 불렸고... 모스크바의 가장 큰 폐수 도랑"이 되었다. 이는 야우자강 하구 아래 모스크바강 오염의 현저한 증가를 야기했다. 2005년까지 이 오염 증가는 사라졌지만, 야우자강 하류의 오염 수준은 야우자강 하구 바로 아래 모스크바강보다 2~3배 높게 유지되었다.
미처리된 더러운 지표면 유출은 (2008년 현재) 오염의 주요 원인이었다. 1980년대에는 직접적인 산업폐기물보다 1~8배 더 많은 석유화학 폐기물을 배출했다. 2008년 현재 중앙 행정 구역의 지표면 유출 거의 80%가 여전히 야우자강과 모스크바강으로 처리되지 않은 채 배출된다. 2000년까지 겨울철에는 강을 거리에서 수거된 눈을 버리는 곳으로 사용하여 염화물, 그을음, 쓰레기, 그리고 더 많은 기름을 혼합물에 추가했다. 이 관행은 현재 금지되었으며, 시는 오염된 물을 처리 시설로 보내는 눈 녹는 쓰레기 처리장 네트워크를 운영하고 있다.
강변 공장들이 폐쇄되거나 사무실 및 주거지로 전환(또는 완전히 재건)되면서 1990년대와 2000년대에 오염 수준은 점차 감소했다. 2008년까지 산업은 도시 폐수의 10% 미만을 차지했다. 레포르토보의 역사적인 크리스탈 증류소(북위 55° 45′ 25″ 동경 37° 40′ 32″ / 북위 55.75694°  동경 37.67556° )는 야우자강의 마지막 주요 산업 오염원으로 남아있다.

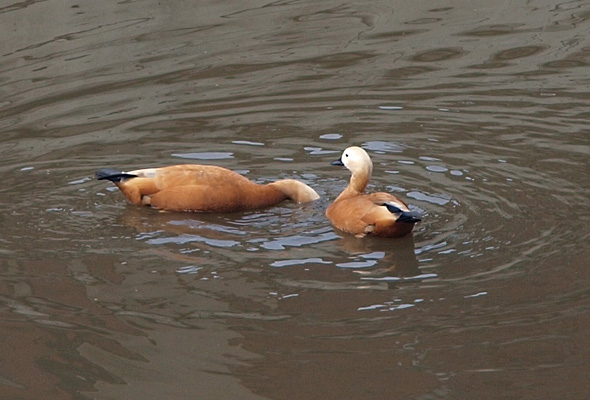
레포르토보 지구 야우자강의 황오리들

2001년에서 2007년 사이에 시는 야우자강의 하류 구간을 배수하고 바닥의 유독성 퇴적물을 제거했으며 수백 개의 불법 하수구를 막았다. 2007년 시 위원장의 보고서에 따르면 2006년과 2007년 사이에 오염 수준이 크게 감소했으며(2005년에도 비슷한 감소가 기록됨), 야우자강의 수질은 "더러움"(오염 지수 4~6)에서 "오염됨"(지수 4 미만)으로 재분류되었고, 특히 높은 철과 망가니즈 수치가 언급되었다.
그러나 2008년에는 추세가 역전되어 야우자강의 오염도가 2006년 수준을 초과했다. 야우자강의 석유화학 함량은 국가 한계치의 3배 이상이었다(2008년: 0.93 mg/L vs. 0.3). 부유 입자는 5배였다(2008년: 56 mg/L vs. 10.25). 철, 망가니즈, 폼알데하이드, 화학적 산소 요구량 및 생화학적 산소 요구량(BOD5) 또한 최대 허용 한도를 초과했다. 야우자강의 지류(이치카강 제외)는 여전히 "더러움" 또는 "매우 더러움"으로 평가된다(오염 지수 6~10). 시는 (2008년 현재) 야우자강 지류인 체르미얀카강과 리호보르카강의 복구를 계획했지만, 2008년 러시아 금융 위기 여파로 자금 부족의 위협을 받았다.
야우자강의 상류, 더 깨끗한 구간에는 약 20종의 물고기가 서식하고 있으며, 주로 모오케, 농어, 붕어 및 고비오가 있다. 그러나 하류 야우자강에도 강인한 물고기 개체군이 있다. 1990년대 야우자강 하구 근처에서 잡힌 농어는 최대 허용 석유화학 물질량의 250배 이상을 함유하고 있었다. 2008년 4월, 발전소에서 우연히 방출된 뜨거운 물이 로스토키노 수로교 근처에서 100마리 이상의 물고기를 죽였을 때 붕어의 풍부함이 대중에게 알려졌다. 고비오 알비피나투스, 모스크바주에서 멸종된 것으로 여겨졌던 물고기는 1993년 야우자강과 세툰강에서 재발견되었다.

## 같이 보기
위키미디어 공용에 야우자강 관련 미디어 분류가 있습니다.
- 리벤카강